# Bitou
Bitou o Bittou è un dipartimento del Burkina Faso classificato come città, situato della provincia  di Boulgou, facente parte della Regione del Centro-Est.

## Suddivisione
Il dipartimento si compone del capoluogo e di altri 26 villaggi: Bekoure, Belayerla, Bourzoaga, Dema, Fottigue, Garanga, Gnangdin, Kankamogre, Kankamogre-Peulh, Kanyire, Kodemzoaga, Komtenga, Largue, Loaba, Loaba-Peulh, Mogande, Mogande-Peulh, Mogomnore, Nianle, Nohao, Sangabouli, Sawenga, Tiba, Zambanega, Zampa e Zekeze.

## Amministrazione

### Gemellaggi
- Châteauroux - Francia (1985)